# 川添真理子
川添 真理子（かわぞえ まりこ）は、日本の漫画家。女性。滋賀県出身。
京都市立芸術大学美術学部日本画専攻卒業。1997年、『エレメンタル+α』名義で『第5回エニックス21世紀マンガ大賞』に佳作。さくまあきらが編集長だったイラスト投稿誌『チョコバナナ』で投稿していた頃、ペンネームを「エレメンタル」から現在のものに改める。ジャンプ放送局の「ミスJBSコンテスト」に掲載されたこともある。

## アマチュア時代
上記のジャンプ放送局のほか、『ファンロード』にも投稿。同誌で掲載された漫画作品は『bloom』という単行本になっている。プロとなった後も2008年7月時点でイラスト投稿を続けている。
JBSの流れから参加した『チョコバナナ』では、投稿者の代表の一人として非常に目立った存在であった。『チョコバナナ』では各コーナーごとに大賞に5点、他掲載作品に4点、3点…と点数が与えられ、トータルで100点になった投稿者は「名誉会員」となるのだが、一番乗りを果たし会員番号は光組1番を取得。
いわゆる美少女以外にも多彩な絵柄・アイデアを持ち、「選考の後半には、読む人が飽きないように異色なハガキを選びたくなる。そのときに決まってエレメンタルさんのハガキが目に付く（要約）」「掲載して集計のときに、エレメンタルさん（川添）と気づくことが多い」と言われたこともあった。具体的にはチョコバナナ4巻の「ウェディングドレスと女の子」というお題で、和装結婚式のカップルを描いた後に全く同じ構図で金婚式カップルを描くなどがある。但し、『チョコバナナ』で常連になった当初はカラーを苦手としていた。スタッフからも「雑だ」とよく注意されていたが、「ファンロード」の別冊で水彩には不向きとされる漫画原稿用紙を使用していた事が判明し、それ以後カラーも見違える程仕上がりが良くなった。
さらに読者・投稿者有志による、同誌の売上・知名度を上げようというムーブメント「チョコバナナ盛り上げ隊」の活動の一環として、「他誌（ファンロード等）に投稿するイラストの一部に『CHOCOLATE BANANA（チョコバナナ）』の文字を入れる」「ファンロードのコーナー『イラスト・ラボ』にてイラスト描きのノウハウを語った後、編集後記（キャッスル）にて「私では言葉が足りないと思うので、チョコバナナ読んでくださーい」と宣伝する」等、誰よりも積極的に活動していたことが知られている。
同じくファンロードで「さくま式人生ゲーム」のイラストを披露したときは「JBS投稿戦士と（行動パターンが）そっくり」と言われた。「さくま式～」はチョコバナナの投稿者たちがキャラデザイナーとして多数参加したゲームであるが川添本人は参加していない。
『チョコバナナ』での投稿を通じて、さくまあきら他スタッフから漫画・イラストに関するノウハウや心構えを学んだ。

## 作品リスト（単行本）
- 原作者：中村幸子
  - ウロボロスの指輪
  - Bloom
  - キャッシュ・キャッシュ
  - レガリヤ
  - 罪喰人（シン・イーター）
  - ロスト～異界の獣たち
- 原作者：甲斐透
  - 仙術師はくじけない
  - 仙術師は恋におぼれる
  - 仙術師は熱愛される
  - カテアの呪石
  - 仙術師と魔神の城
  - 仙術師と復讐の琴
  - 仙術師と災厄の壷
  - 遊星戦姫グリーンエンジェル
- 原作者：久我有加
  - サムライと私
- 原作者：佐藤拓
  - ダブル・ダイブ!
- 原作者：はしもとよしふみ
  - ルーンファクトリー2 星降る森のおこちゃまツインズ
- 原作者：本宮ことは
  - 聖鐘の乙女

挿絵
- 著者：伊吹秀明
  - 黄金の血脈 (富士見ミステリー文庫)
- 著者：久美沙織（原著：子安武人）
  - 腐敗の帝王 メモリー・オブ・レイン(角川ビーンズ文庫)
  - 腐敗の帝王 ヒューマンファクター・ファクトオブヒューマン(角川ビーンズ文庫)
- 著者：雁野航
  - 洪水前夜-あふるるみずのよせぬまに-（ウィングス文庫)
- 著者：一条理希
  - ブルー・ムーンにくちづけを 怪盗紳士は夜、微笑う(富士見ミステリー文庫)
  - ブルー・ムーンにくちづけを 休日王子は夢に舞う(富士見ミステリー文庫)